# Abroscopus albogularis
Felosa-de-faces-ruivas ou felosa-ruiva-de-bigodes (Abroscopus albogularis) é uma espécie de ave da família Cettiidae.
Pode ser encontrada nos seguintes países: Bangladesh, Bermuda, Butão, China, Índia, Laos, Myanmar, Nepal, Taiwan, Tailândia e Vietname.
Os seus habitats naturais são: florestas subtropicais ou tropicais húmidas de baixa altitude.